# Bento Banha Cardoso
Bento Banha Cardoso était gouverneur de l'Angola de 1611 à 1615. Il a été précédé par Manuel Pereira Forjaz et Manuel Cerveira Pereira lui a succédé lors de son deuxième mandat.

## Au cinéma
Dans le film angolais de 2013 Njinga, Rainha de Angola qui raconte l'histoire de la reine Njinga du Ndongo et du Matamba, Bento Banha Cardoso est interprété par Antonio Fonseca